# Saună

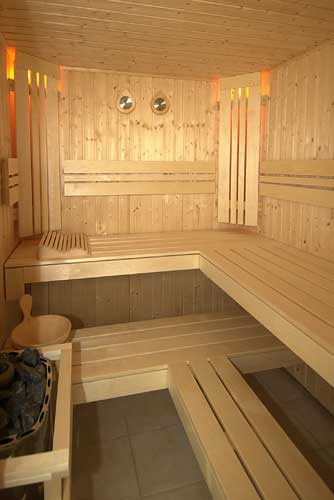
Saună

Sauna (în finlandeză încăpere de transpirare) este o odaie mică supraîncălzită (70 - 90o), prevăzută cu bănci, care poate să fie alături de un bazin de înot, sau un studio pentru fitness. Sauna poate fi folosită ca saună cu aer uscat sau saună cu vapori care pot să conțină diferite extracte vegetale.

## Istoric

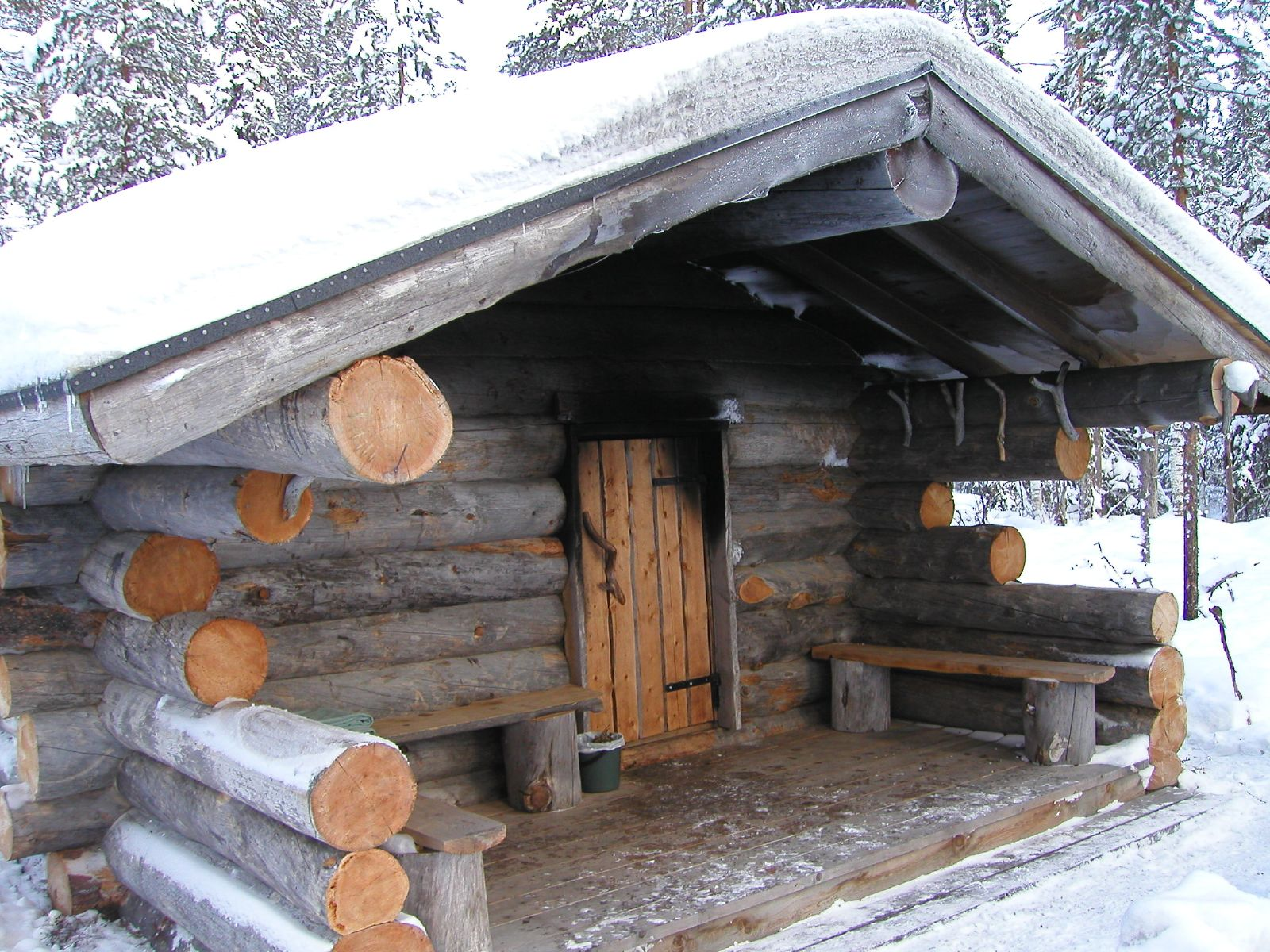
O saună finlandeză de fum

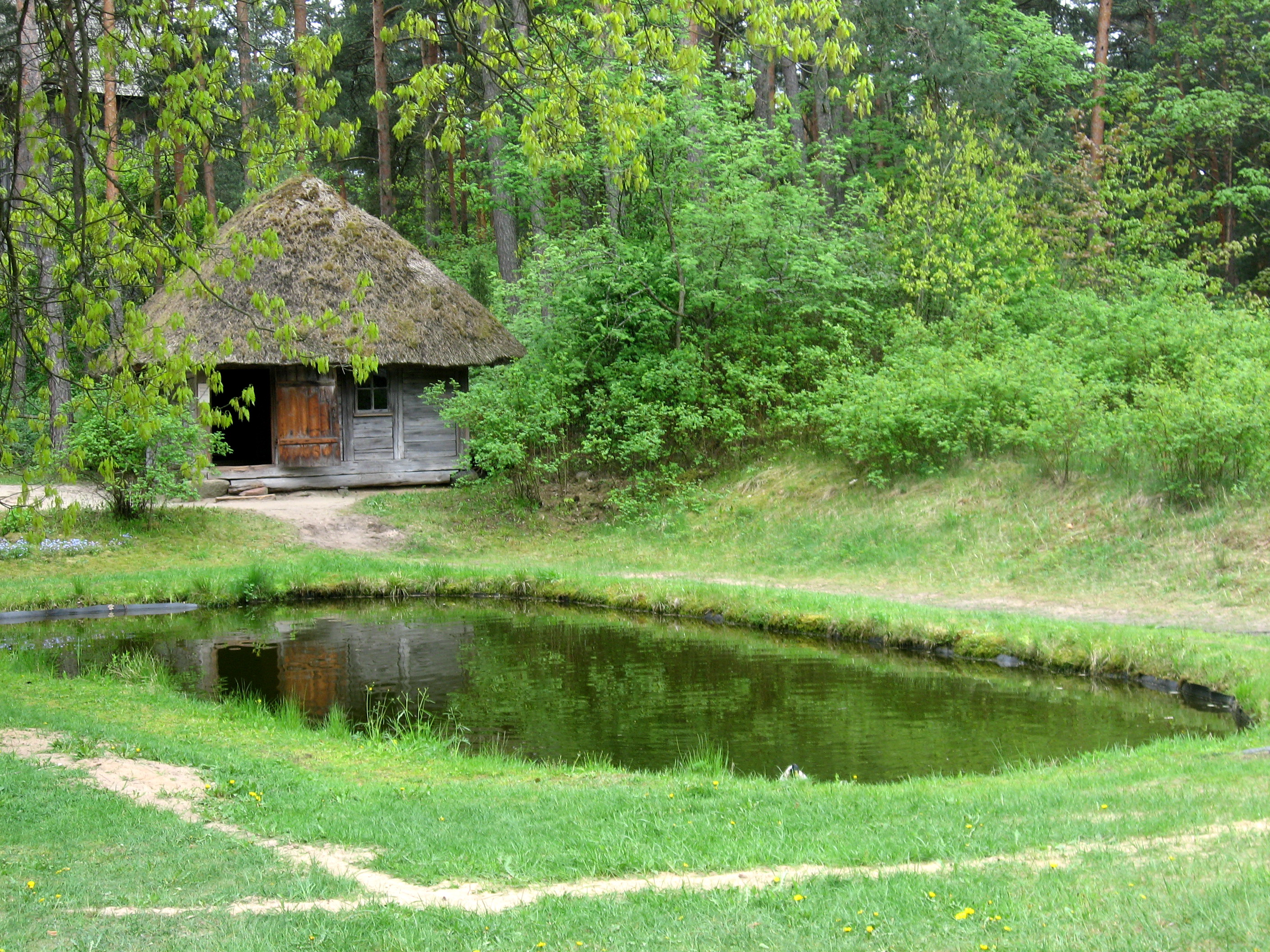
Saună tradițională letonă din Spirēni, Nīca, Curlanda, construită în 1862, aflată în prezent la Muzeul Etnografic Leton în aer liber

Sauna cunoscută astăzi în lumea occidentală provine din Europa de Nord. În Finlanda există saune construite în aproape fiecare casă. Cele mai vechi saune cunoscute din Finlanda au fost făcute din gropi săpate în pantă în pământ și utilizate în primul rând ca locuințe în timpul iernii. În saună exista un șemineu unde pietrele erau încălzite la temperaturi ridicate. Apa era aruncată peste pietrele fierbinți pentru a produce abur și pentru a da o senzație de căldură crescută. Aceasta ar ridica temperatura aparent atât de ridicată, încât oamenii să-și poată scoate hainele. Primele saune finlandeze sunt cele care se numesc savusaunas sau saune de fum.Acestea s-au deosebit de saunele de astăzi prin faptul că au fost încălzite prin încălzirea unei grămezi de roci numite kiuas prin arderea unor cantități mari de lemn în jur de 6 până la 8 ore și apoi lăsarea fumului să iasă înainte de a se bucura de löyly sau căldura din saună. O "savusauna" încălzită în mod corespunzător dă căldură până la 12 ore.

## Efectul medical
Sauna are un efect de călire a organismului contra răcelii, sau de ameliorare a unor tulburări neurovegetative. Ridicarea temperaturii corporale până la 39 °C, are un efect asemănător cu cel al stărilor  febrile, stare în care sunt omorâți agenții patogeni care nu pot suporta temperaturi peste 37 °C.
Corpul supraîncălzit din saună, vine în contact cu o baie rece, ceea ce are un efect de relaxare a musculaturii, scăderea tensiunii sanguine, activare a circulației sângelui, sistemului imun, respirației și schimburilor de substanțe cu eliminarea de substanțe nocive  din organism prin transpirație.
Efecte nedorite care pot apărea sunt cazuri temporare de sterilitate la bărbați, efectul se datorează temperaturii ridicate care are un efect negativ asupra spermatozoizilor. La fel vizitarea saunei nu este recomandată bolnavilor cardiaci, cu tromboze, varice sau acelora care suferă de o boală infecțioasă acută.

## Variante de saună
- Caldarium (baia de aburi romană)
- Hamam (baia de aburi turcească)
- Banja (baia de aburi rusească)
- Temascal (baia mexicană)
- Baia de aburi irlandeză
- Tylarium (combinație între sauna tradițională și o baie de aburi moderată)